# Estudo Transcendental n.º 7

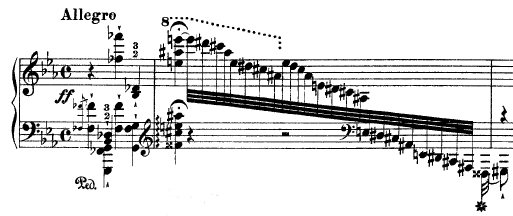
Os primeiros dois compassos do Estudo Transcendental n.º 7

O Estudo Transcendental n.º 7 "Eroica" (Heróica) é o sétimo da obra Estudos Transcendentais de Franz Liszt. É um Estudo que pratica rápidas regressões, resistência e oitavas.

## Forma
A peça começa com algumas notas sustenizadas e escalas descendentes rápidas. O tema "heróico" então é introduzido. A peça torna-se mais caótica e explode em arpejos de oitavas e finaliza resgatando o tema.
Não é uma obra muito difícil quando em comparação com o Estudo Transcendental n.º 5, pois nenhum dos Estudos da obra pode sequer ser chamado de "não muito difícil".
Alguns compositores e pianistas, tais como Leslie Howard e Feruccio Busoni consideram o Grande Étude Nº7 (segunda versão da peça) superior musicalmente à versão Transcendental.